# Gare de Milan-Centrale
La gare de Milan-Centrale (en italien : stazione di Milano Centrale) est une gare ferroviaire italienne, située place Duca d'Aosta, au centre de la ville de Milan, capitale de la région de Lombardie.
Première gare de la ville et seconde gare d'Italie, elle voit passer en moyenne 120 millions de voyageurs par an.

## Histoire

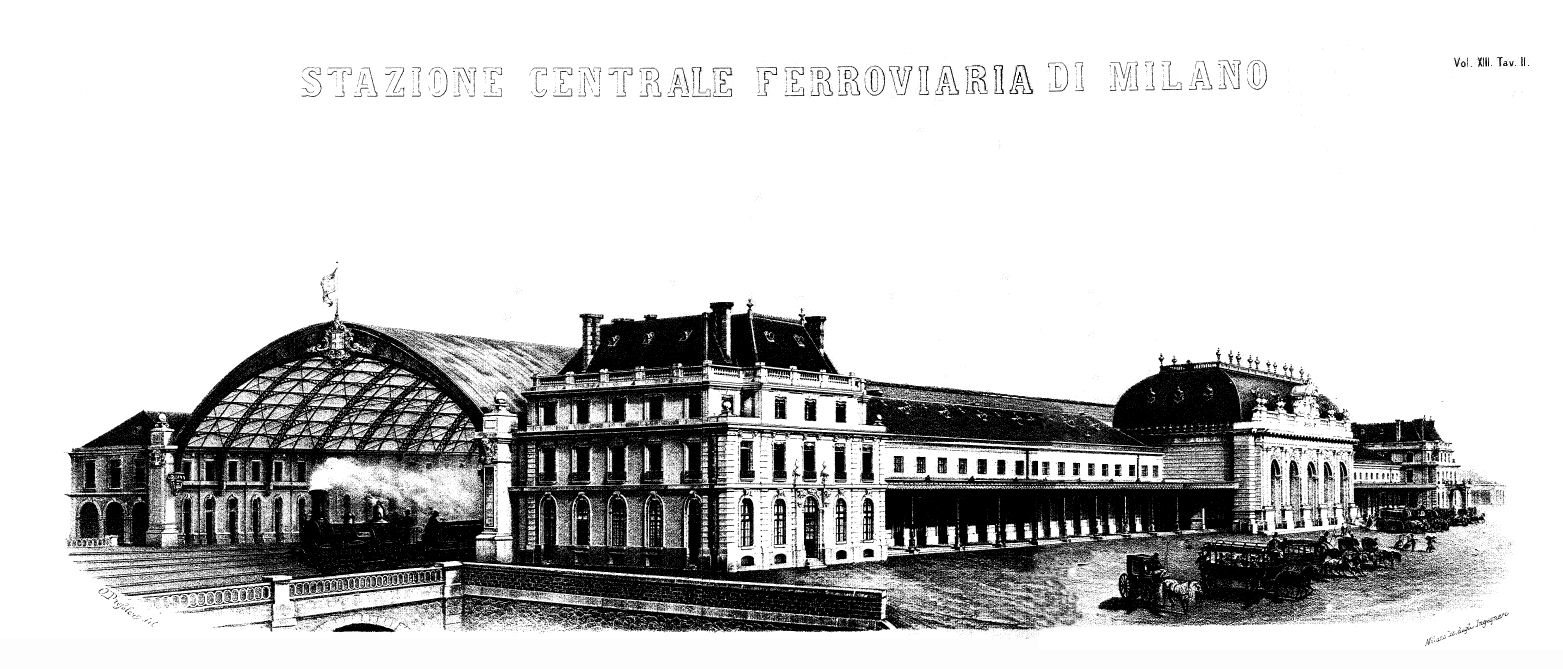
L'ancienne gare centrale, dessinée par l'architecte français Louis-Jules Bouchot sur le Giornale dell'Ingegnere e Architetto, janvier 1865,.

C'est une gare terminus qui est inaugurée officiellement en 1931 pour remplacer l'ancienne gare centrale qui date de 1864 et qui est située à 600 mètres au sud. Cette dernière, due à l'architecte français Louis-Jules Bouchot, est une gare de transit à six voies et ne peut plus alors supporter le nouveau trafic engendré par l'ouverture du tunnel du Simplon en 1906.
Le roi Victor-Emmanuel III pose la première pierre de la nouvelle gare le 28 avril 1906, avant même qu'un projet soit choisi. Le dernier concours pour sa construction est remporté en 1912 par l'architecte Ulisse Stacchini (it), dont le projet s'inspire de la gare de Washington Union Station de Washington, D.C.. La construction de la nouvelle gare commence la même année.
Du fait de la Première Guerre mondiale et de la crise de l'après-guerre, la construction avance lentement. Le projet, plutôt simple au départ, change continuellement pour devenir toujours plus complexe et majestueux. C'est notamment le cas quand Benito Mussolini, devenu chef du gouvernement, veut que la gare représente la puissance du régime fasciste. Les principales modifications sont le nouveau dessin des quais et l'introduction des grandes arches en acier, œuvre d'Alberto Fava (it) ; longues de 341 mètres, elles couvrent une surface de 66 500 m2. La construction reprend à plein régime en 1925 et le 1er juillet 1931 la gare est inaugurée officiellement en présence du ministre des Communications Costanzo Ciano, père de Galeazzo Ciano. L'emplacement de l'ancienne gare est occupé par l'actuelle piazza della Repubblica (it) (nommée piazzale Fiume jusqu'en 1946, d'après la ville dalmate de Fiume occupée par les fascistes).
La façade fait 200 mètres de large et la voûte s'élève à 72 mètres, un record à l'époque de sa construction. Elle dispose de 24 quais.
La gare n'a pas de style architectural bien défini : sur une base qui relève de l'éclectisme humbertien tardif, elle mêle des apports Liberty, comme en témoignent les arcs en anse de panier du grand hall, jusqu'à des influences Art déco, visibles dans les formes géométriques qui décorent le sommet du bâtiment voyageurs.
La station joue un rôle important pendant la Shoah en Italie. Les détenus juifs capturés dans le nord du pays transitent par la prison San Vittore puis sont déportés depuis un quai secret situé sous le bâtiment. Au total, 15 trains de déportation avec 1 200 prisonniers quittent la gare, principalement pour Auschwitz. Un musée, le Memoriale della Shoah (en), est ouvert sur l'ancien site en janvier 2013.
Au début des années 2010, la gare, qui compte une desserte quotidienne d'environ 600 trains et voit passer 320 000 voyageurs chaque jour pour 120 millions annuellement, est la seconde gare italienne pour son trafic.

### Anciennes dessertes TEE
La gare fut desservie par les Trans-Europ-Express (TEE) suivants :
| Nom        | Gare d'origine                              | Gares intermédiaires                                           | Destination | Date de création | Dernier jour de circulation |
| ---------- | ------------------------------------------- | -------------------------------------------------------------- | ----------- | ---------------- | --------------------------- |
| Mont Cenis | Lyon                                        | Chambéry, Turin                                                | Milan       | 2 juin 1957      | 30 septembre 1972           |
| Ligure     | Marseille Avignon à partir du 1er juin 1969 | Nice, Savone Marseille, Nice, Savone à partir du 1er juin 1969 | Milan       | 12 août 1957     | 22 mai 1982                 |
| Lemano     | Genève                                      | Lausanne, Domodossola                                          | Milan       | 1er juin 1958    | 22 mai 1982                 |
| Cisalpin   | Paris                                       | Lausanne, Domodossola                                          | Milan       | 1er juillet 1961 | 21 janvier 1984             |
| Gottardo   | Zurich                                      |                                                                | Milan       | 1er juillet 1961 | 24 septembre 1988           |
| Ticino     | Zurich                                      |                                                                | Milan       | 1er juillet 1961 | 25 mai 1974                 |
| Adriatico  | Milan                                       | Bologne, Rimini                                                | Bari        | 3 juin 1973      | 30 mai 1987                 |
| Settebello | Milan                                       | Bologne, Florence                                              | Rome        | 26 mai 1974      | 3 juin 1984                 |

## Service des voyageurs

### Desserte
La gare est desservie par le Frecciarossa et le Frecciargento, des InterCity italiens et des EuroCity vers la Suisse. L'arrêt du TGV venant de Paris-Gare-de-Lyon a été transféré à la gare de Milan-Porta Garibaldi ; toutefois, un Frecciarossa relie Paris à Milan-Centrale à partir du 18 décembre 2021,. Elle est également desservie par des trains régionaux Trenord, pour Tirano et Bergame.

### Intermodalité
- Métro : lignes M2 et M3.
- Tramway : lignes 5, 9, 10.
- Autobus : lignes 42, 60, 81, 87, 87/, 728; lignes nocturnes : NM2, NM3, N25, N26, N42.